# Pachtgebiet

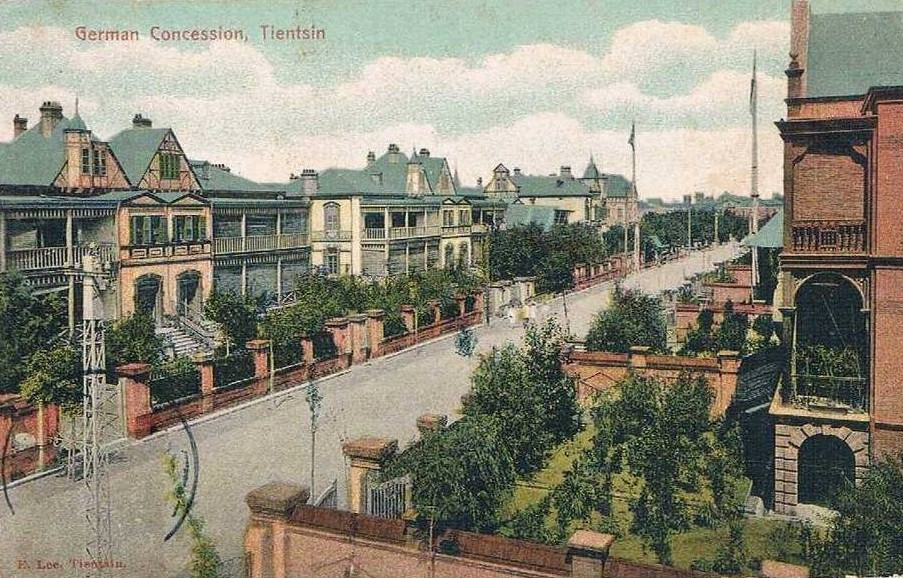
Deutsches Pachtgebiet Tientsin (Tianjin) kurz vor dem Ersten Weltkrieg

Ein Pachtgebiet (auch Konzession genannt) ist Teil des Staatsgebiets eines Herkunftsstaates, das dieser durch völkerrechtlichen Vertrag an einen anderen Staat so verpachtet, dass der pachtende Staat dort die Gebietshoheit ganz oder teilweise übernimmt. Diese Form des Gebietserwerb wurde vor allem im Zeitalter des Imperialismus, Ende des 19. Jahrhunderts, genutzt. Doch auch heute kommen Verpachtungen häufig vor, insbesondere in Form von Verwaltungszessionen und Servituten (z. B. Grenzbahnhöfe, Militärstationen).

## Ausgestaltung
In der Regel fanden solche Verpachtungen unter erheblichem politischen und/oder militärischen Druck oder gar Gewaltanwendung statt. Dabei war Voraussetzung, dass auf der Verpächterseite ein wenigstens einigermaßen intakter Staat bestand. Andernfalls kam es auf Seiten des übernehmenden Staates zur Annexion oder in einem Gebiet ohne staatliche Struktur oder mit einer staatlichen Struktur, die aber der übernehmende Staat nicht anerkannte, wurde eine Kolonie gegründet. In der Regel waren die Pachtverträge zeitlich begrenzt und der pachtende Staat übernahm die Gebietshoheit in dem Pachtgebiet komplett. Anlass ein solches Pachtgebiet zu erwerben war in der Regel, einen militärischen Stützpunkt oder eine Handelsniederlassung unter eigener Hoheit, weit ab vom eigenen Staatsgebiet zu gründen. Verwaltet wurden Pachtgebiete in der Regel wie eine Kolonie: Sie galten also gegenüber anderen Staaten als Inland des pachtenden Staates, gegenüber dem Inland des pachtenden Staates aber als Ausland. Vor allem gegenüber China wurde diese Form der Souveränitätsübernahme von den europäischen Kolonialmächten am Ende des 19. Jahrhunderts geübt.
Abzugrenzen ist das Pachtgebiet von der Gebietsverpfändung, einem Instrument vornehmlich der Frühen Neuzeit in Mitteleuropa, bei dem die Einnahmen aus einem Territorium an einen anderen Staat abgetreten werden, um diesem gegenüber bestehende Schulden zu tilgen oder anfallende Zinsen für solche Schulden zu begleichen.

## Beispiele
| Faktischer Pachtzeitraum | Vereinbarte Pachtzeit | Bezeichnung                            | Abgebender Staat    | Erster pachtender Staat     | Anmerkung                                                                                     |
| ------------------------ | --------------------- | -------------------------------------- | ------------------- | --------------------------- | --------------------------------------------------------------------------------------------- |
| 1670-19. Jh.             | unbefristet           | Macau                                  | China               | Königreich Portugal         | Faktisch bei Portugal von 1552 bis 1999, 1670 gepachtet, seit dem 19. Jh. als Kolonie geführt |
| 1843–1854                | unbefristet           | Santo Tomás de Castilla                | Guatemala           | Belgien                     | aufgegeben                                                                                    |
| 1846–1863                | ?                     | Britisches Pachtgebiet Shanghai        | China               | Großbritannien              | aufgegangen im Shanghai International Settlement                                              |
| 1848–1863                | ?                     | US-amerikanisches Pachtgebiet Shanghai | China               | USA                         | aufgegangen im Shanghai International Settlement                                              |
| 1849–1946                | ?                     | Französisches Pachtgebiet Shanghai     | China               | Frankreich                  |                                                                                               |
| 1856–1943?               | ?                     | Shamian                                | China               | Großbritannien              |                                                                                               |
| 1856–1943?               | ?                     | Shamian                                | China               | Frankreich                  |                                                                                               |
| 1860–1946                | ?                     | Tianjin (Tientsin)                     | China               | Frankreich                  |                                                                                               |
| 1860–1943                | unbefristet           | Tianjin (Tientsin)                     | China               | Großbritannien              |                                                                                               |
| 1860–1937                | -                     | Gesandtschaftsbezirk Peking            | China               | Internationale Gemeinschaft |                                                                                               |
| 1862–1929                | ?                     | Hankow                                 | China               | Großbritannien              | 1927–1929: gemeinsame chinesisch-britische Verwaltung                                         |
| 1863–1941                | ?                     | Shanghai International Settlement      | China               | Großbritannien und USA      |                                                                                               |
| ?-1910                   | ?                     | Busan                                  | Korea               | Japan                       | Japan besetzte Korea 1910 komplett.                                                           |
| ?-1910                   | ?                     | Incheon                                | Korea               | Japan                       | Japan besetzte Korea 1910 komplett                                                            |
| 1886–1943                | ?                     | Hankow                                 | China               | Frankreich                  | 1943: japanisch besetzt, 1946: Verzicht Frankreichs                                           |
| 1886–1920                | ?                     | Hankow                                 | China               | Russland                    |                                                                                               |
| 1893–1911                | ?                     | Pachtland Tati (Tati Concessions Land) | Matabele-Königreich | Tati Concessions Limited    | 1911 an Betschuanaland (heute: Botswana)                                                      |
| 1894–1910                | siehe: Anmerkung      | Lado-Enklave                           | Großbritannien      | Kongo-Freistaat             | Verpachtet auf Lebenszeit an den König von Belgien Leopold II.                                |
| 1895–1917                | ?                     | Hankow                                 | China               | Deutschland                 |                                                                                               |
| 1898–1945                | ?                     | Tianjin (Tientsin)                     | China               | Japan                       |                                                                                               |
| 1898–1922                | 99 Jahre              | Kiautschou                             | China               | Deutschland                 | 1919 an Japan                                                                                 |
| 1898–1922                | 25 Jahre              | Port Arthur (Lüshunkou)                | China               | Russland                    | 1905 an Japan                                                                                 |
| 1898–1930                | 25 Jahre              | Wei-Hai-Wei                            | China               | Großbritannien              |                                                                                               |
| 1898–1943                | 99 Jahre              | Guangzhouwan                           | China               | Frankreich                  | 1943 von Japan besetzt                                                                        |
| 1898–1945                | ?                     | Hankow                                 | China               | Japan                       |                                                                                               |
| 1898–1997                | 99 Jahre              | Hongkong (New Territories)             | China               | Großbritannien              |                                                                                               |
| 1899–1917                | ?                     | Tianjin (Tientsin)                     | China               | Deutschland                 |                                                                                               |
| 1901–1947                | ?                     | Tianjin (Tientsin)                     | China               | Italien                     |                                                                                               |
| 1901–1917                | ?                     | Tianjin (Tientsin)                     | China               | Österreich-Ungarn           | Im Vertrag von Saint-Germain 1919 an China                                                    |
| 1902–1929                | ?                     | Tianjin (Tientsin)                     | China               | Belgien                     | 1929 aufgegeben                                                                               |
| 1903–1920                | ?                     | Tianjin (Tientsin)                     | China               | Russland                    | 1920 von China besetzt; 1924 Verzicht durch Sowjetunion                                       |
| 1940–1941                | 30 Jahre              | Hanko                                  | Finnland            | Sowjetunion                 | Geräumt vor Beginn der Kampfhandlungen im Fortsetzungskrieg                                   |
| 1944–1955                | 50 Jahre              | Pachtgebiet Porkkala                   | Finnland            | Sowjetunion                 | Vorzeitig zurückgegeben                                                                       |
| 1894–1909                | siehe: Anmerkung      | Teilflächen des Kongo-Freistaats       | Kongo-Freistaat     | Großbritannien              | Verpachtet auf die Lebenszeit von König Leopold II. von Belgien                               |
| 1903 bis heute           | unbefristet           | Guantanamo                             | Kuba                | USA                         | Der Pachtvertrag wird von Kuba als ungültig betrachtet.                                       |
| 1903–1999                | unbefristet           | Panamakanalzone                        | Panama              | USA                         |                                                                                               |